# توم دي هيفن
توم دي هيفن (بالإنجليزية: Tom De Haven)‏‏ (1949 - ) صحفي، وروائي من الولايات المتحدة.